# Юндинське сільське поселення
Юнди́нське сільське поселення — колишнє муніципальне утворення у складі Балезінського району Удмуртії, Росія. Адміністративний центр — село Юнда.
Розформоване 30 травня 2021 року законом Удмуртської Республіки за 17 травня 2021 року № 49-РЗ через переформування муніципального району на муніципальний округ.
Населення — 1423 особи (2015; 1463 в 2012, 1503 в 2010).
До складу поселення входять такі населені пункти:
| Населений пункт      | Населення, осіб (2010) | Населення, осіб (2012) |
| -------------------- | ---------------------- | ---------------------- |
| Ахмаді, присілок     | 131                    | 126                    |
| Бектиш, присілок     | 14                     | 15                     |
| Вотіно, присілок     | 0                      | 0                      |
| Котегово, присілок   | 271                    | 257                    |
| Лебеді, присілок     | 2                      | 2                      |
| Падера, присілок     | 493                    | 479                    |
| Піроково, присілок   | 21                     | 20                     |
| Потьомкіно, присілок | 0                      | 0                      |
| Юнда, село           | 463                    | 457                    |
| Ягошур, присілок     | 108                    | 107                    |

В поселенні діють середня (Юнда) та 3 початкових (Ахмаді, Котегово, Падера), 2 садочки (Падера, Юнда), 3 бібліотеки, 3 клуби, 4 фельдшерсько-акушерських пункти, музей та дім ремесел. Серед підприємств працюють ТОВ «Прогрес», ТОВ «Колос», ТОВ «Котегово».